# WordWorld
WordWorld (em Portugal, O Mundo das Palavras), é uma série de animação em 3D estadunidense-canadense com um grupo de WordFriends que embarcam em aventuras, onde a única maneira de salvar o dia é "construir uma palavra". Quando uma palavra é construída corretamente, ele se transforma em objeto que ele representa. No Brasil, a série foi exibida diariamente pelo canal Discovery Kids, é chamado apenas WordWorld lá. Em Portugal, a série é exibida pela RTP2 no bloco Zig Zag e também foi exibido no Canal Panda.

## Sinopse
Todos os personagens (Dog, Duck, Pig, Sheep, Frog, Bear, Ant, Fly, Bug, Bee etc.) são, na verdade, a forma de as palavras que supostamente representam combinado com o animal real que representam.

## Recepção
Emily Ashby da Common Sense Media deu à série 5 de 5 estrelas; dizendo que, “Este show é perfeitamente adequado para o nível de aprendizagem dos pré-escolares, e vai entretê-los, pois reforça seu conhecimento de letras, sons e palavras simples. Com seu design imaginativo e com os vários estilos de fonte usados para criar os objetos baseados em letras, o pacote WordWorld é delicioso o suficiente para atrair pais quase tão prontamente quanto crianças.”